# Nikolai Muscat
Nikolai Muscat (13 de julio de 1996) es un futbolista maltés que juega en la demarcación de centrocampista para el Marsaxlokk F. C. de la Premier League de Malta.

## Selección nacional
Tras jugar con la selección de fútbol sub-20 de Malta y la sub-21, debutó con la selección absoluta el 18 de noviembre de 2019. Lo hizo en un partido de clasificación para la Eurocopa 2020 contra Noruega que finalizó con un resultado de 1-2 a favor del combinado noruego tras el gol de Paul Fenech para Malta, y de Joshua King y Alexander Sørloth para Noruega.

## Clubes
| Club             | País  | Año       | Partidos | Goles |
| ---------------- | ----- | --------- | -------- | ----- |
| San Ġwann FC     | Malta | 2013-2017 |          |       |
| Gżira United FC  | Malta | 2017-2023 | 164      | 10    |
| Marsaxlokk F. C. | Malta | 2023-     | 31       | 3     |